# Кабалоев, Мурат Азраилович
Мурат Азраилович Кабалоев — начальник управления Генеральной прокуратуры Российской Федерации в Центральном федеральном округе. С 2012 года по 2016 год занимал должность прокурора Самарской области, ранее десять лет был прокурором Ивановской области. Государственный советник юстиции 2 класса. Приказами Генерального прокурора РФ награжден нагрудными знаками «Почётный работник прокуратуры Российской Федерации», «За безупречную службу»,»За верность закону 1 степени». Указом Президента РФ от 5 декабря 2014 года присвоено 
Почётное звание « Заслуженный работник прокуратуры Российской Федерации».

## Биография
Мурат Азраилович Кабалоев родился 18 августа 1959 года в г. Душанбе Таджикской ССР. Обучался на факультете романо-германской филологии Кабардино-Балкарского университета в Нальчике, а затем на юридическом факультете Северо-Осетинского гос дарственного университета во Владикавказе. С 1985 года занимал должности стажёра, помощника прокурора, старшего следователя Прохладненской межрайонной прокуратуры Кабардино-Балкарской АССР, следователя прокуратуры Чегемского района Кабардино-Балкарской АССР, старшего следователя, прокурора отдела прокуратуры Кабардино-Балкарской АССР, заместителя прокурора Прохладненской межрайонной прокуратуры Кабардино-Балкарской Республики, заместителя прокурора г. Нальчика Кабардино-Балкарской Республики, начальника отдела прокуратуры Республики Северная Осетия — Алания, Левобережного межокружного прокурора Республики Северная Осетия — Алания, прокурора Затеречного муниципального округа г. Владикавказа Республики Северная Осетия — Алания, заместителя прокурора Пензенской области. С 2002 года был прокурором Ивановской области. Мурат Кабалоев возглавил прокуратуру Самарской области в феврале 2012 года, сменив на этом посту прокурора Юрия Денисова, в этом регионе Кабалоев отмечал невероятный уровень коррупции при дорожных работах и большое количество экономических преступлений.
С 2016 служит начальником управления Генеральной прокуратуры Российской Федерации в Центральном федеральном округе.
Имеет осетинское происхождение. Женат, воспитывает троих сыновей.